# L'Éveil de la bête (film, 1970)
Pour les articles homonymes, voir L'Éveil de la bête.
Pour plus de détails, voir Fiche technique et Distribution.
L'Éveil de la bête (O Ritual dos Sádicos) est un film d'épouvante brésilien réalisé et interprété par José Mojica Marins. Tourné en 1969 et présenté confidentiellement en 1970 sous le titre O Ritual dos Sádicos puis censuré par le régime, il ne sortira véritablement sur les écrans qu'en 1983 sous le titre O Despertar da Besta.
Marins apparaît dans son propre rôle ainsi qu'en tant que Zé do Caixão dans ce film de fiction qui se présente sous la forme d'un faux documentaire. En novembre 2015, le film est sélectionné dans la liste établie par l'Association brésilienne des critiques de cinéma (Abraccine) des 100 meilleurs films brésiliens de tous les temps.

## Synopsis
Dans la première partie du film, tournée en noir et blanc, le Dr Sergio, un psychiatre, apparaît dans une émission télévisée avec trois autres psychiatres. Il prétend avoir mené des expériences sur quatre volontaires toxicomanes avec du LSD afin d'étudier si la perversion sexuelle est causée par l'utilisation de drogues illicites. Comme preuve, il présente une série de récits documentés de consommation de drogues conduisant à des actes sexuels obscènes et bizarres. Marins apparaît (dans son propre rôle) dans l'émission avec les psychiatres comme s'il était une sorte d'expert sur le sujet de la dépravation. Au cours de l'émission, le Dr Sergio détaille ses méthodes d'expérimentation à ses collègues qui contestent ses affirmations.
Le Dr Sérgio réunit alors quatre personnes volontaires pour se livrer à une expérience en direct. Après avoir reçu une injection, les volontaires (quatre toxicomanes vus dans les séquences précédentes) sont invités à regarder une affiche du film O Estranho Mundo de Zé do Caixão. Le film passe du noir et blanc à la couleur et l'expérience de chaque patient est décrite de manière vivante dans une série de scènes surréalistes.

## Fiche technique
- Titre français : L'Éveil de la bête[4]
- Titre original brésilien : O Ritual dos Sádicos (sortie 1970) ou O Despertar da Besta (sortie 1983)[5],[2]
- Réalisation : José Mojica Marins
- Scénario : R. F. Lucchetti
- Photographie : Giorgio Attili
- Montage : Luiz Elias
- Décors : Nico Rosso (pt)
- Producteurs : José Mojica Marins, Giorgio Attili, George Michel Serkeis, Goffredo Telles Neto
- Société de production : Fotocena Filmes, Ovni Indústria Cinematográfica
- Pays de production :  Brésil
- Langue originale : portugais
- Format : Couleurs et noir et blanc - 1,66:1 - Son mono - 35 mm
- Genre : Film d'épouvante, drame, thriller
- Durée : 91 minutes
- Date de sortie : 
  - Brésil : octobre 1970 ; 18 août 1983 (sortie nationale)[2]

## Distribution
Les volontaires
- Mario Lima (pt)
- Ozualdo Candeias
- Andréa Bryan]
- Lurdes Vanucchi Ribas

Experts de l'émission télévisée
- Sérgio Hingst (pt) : Dr Sergio
- José Mojica Marins  : lui-même
- Carlos Reichenbach
- Jairo Ferreira
- João Callegaro (pt)
- Maurice Capovilla (pt)
- Walter C. Portella

Émission A Hora da Verdade (extraits de bandes vidéo)
- Consuelo Leandro (pt) : elle-même (doublée, non créditée)
- Adoniran Barbosa : lui-même (non crédité)

Autres
- Annik Malvil
- Graveto (scène de l'adultère)
- Ittala Nandi (pt)
- José Mojica Marins : Zé do Caixão
- Roney Wanderney

## Accueil critique
« Après avoir secoué le marasme du cinéma brésilien avec les barbaries de Zé do Caixão, irritant critiques et censeurs, José Mojica Marins s'est attelé à la réalisation de son film le plus puissant. O Ritual dos Sádicos, renommé plus tard en O Despertar da Besta, met pour la première fois en scène le créateur et la créature, confondant le réel et l'imaginaire. Métalinguistique, complaisant et impétueux, le film transforme l'egotrip en bad trip, accumulant les épisodes dépravés et dénonçant une société décadente dans toutes ses classes. [...] Mais il ne faut pas se leurrer : s'il entend dévoiler l'origine du mal, c'est un film qui se regarde le nombril. C'est avant tout une œuvre sur le processus de création artistique, indiscipliné et muable, dans laquelle le cinéma intrépide de Mojica n'a pas peur de montrer des émissions télévisées sensationnalistes qui ont malmené le cinéaste par le passé. Anthropophage, brillant et intemporel, il peut être considéré comme un film-synthèse des principes tropicalistes de l'époque : il propose la fusion de tous les médias, de la télévision à la bande dessinée, du théâtre à la musique [...] »

— Carlos Primati